# Sebastião Lazaroni
Sebastião Barroso Lazaroni (* 25. September 1950 in Muriaéis) ist ein brasilianischer Fußballtrainer. Internationale Bekanntheit erlangte er durch sein Engagement als Trainer der brasilianischen Fußballnationalmannschaft.

## Biografie
Bevor er seine Trainerkarriere begann, war er als Torhüter bei mehreren Amateurvereinen aktiv. Seine erste Trainerstation war bei Flamengo Rio de Janeiro, wo er 1985 nach Mário Zagallos Abgang zunächst als Interimstrainer arbeitete, dann zwischenzeitlich den Posten an Joubert Meira abgeben musste, ehe er noch im selben Jahr zum Cheftrainer ernannt wurde. 1986 gewann er mit der Staatsmeisterschaft von Rio de Janeiro seinen ersten Titel als Trainer. Diesen konnte er in den beiden folgenden Jahren mit CR Vasco da Gama, seinem neuen Verein, verteidigen. Bei CR Vasco da Gama arbeitete er unter anderem mit Spielern wie Romário oder Roberto Dinamite zusammen. 1988 ging er kurz nach Saudi-Arabien zu Al-Ahli, kehrte aber im selben Jahr wieder nach Brasilien zurück. In Brasilien wurde er dann Trainer von Grêmio Porto Alegre und gewann mit der Mannschaft 1988 die Staatsmeisterschaft von Rio Grande do Sul. Doch auch diesen Verein verließ Wandervogel Lazaroni nach einer Saison und wurde erster Trainer des 1989 gegründeten Paraná Clube.
In Paraná verbrachte er nicht einmal eine ganze Saison, da er im selben Jahr zum Trainer der brasilianischen Fußballnationalmannschaft ernannt wurde. Diese führte er 1989 zum Gewinn der Copa América und zur Fußball-Weltmeisterschaft 1990 in Italien. Doch in Italien scheiterte die Seleção bereits im Achtelfinale am späteren Vizeweltmeister Argentinien. Daher beschloss der brasilianische Fußballverband Lazaroni zu entlassen. Lazaroni blieb dennoch in Italien, da er einen Vertrag beim AC Florenz unterschrieben hatte. In Florenz standen ihm zwar Spieler wie Dunga oder Diego Fuser zur Verfügung, aber der Erfolg blieb aus und daher wurde er noch während der Saison durch Luigi Radice ersetzt. Dennoch blieb Lazaroni, abgesehen von einem kurzen Intermezzo in Saudi-Arabien, in Italien und unterschrieb bei AS Bari. Mit dem damals zweitklassigen Klub spielte er eine durchwachsene Saison, wurde Neunter in der Serie B, erreichte aber immerhin das Achtelfinale der Coppa Italia, wo die Mannschaft am späteren Sieger FC Turin scheiterte.
Nach mehreren Jahren Abwesenheit kehrte er 1993 nach Amerika zurück und wurde in Mexiko beim Club León Trainer. 1994 trat er nach seiner Zeit in Mexiko bei Gama die Nachfolge von Jair Pereira an und verließ den Verein nach der Saison. Bis zu seinem Engagement bei Fenerbahçe Istanbul 1996 legte er eine zweijährige Karrierepause ein. In seiner einzigen Saison mit Fenerbahçe wurde er Dritter in der heimischen Liga und konnte in der Champions League durch einen 1:0-Sieg über Manchester United, deren Serie, seit vierzig Jahren im Europapokal zu Hause unbesiegt zu sein, brechen.
Nach der Saison mit Fenerbahçe folgten mehrere kurze Zwischenstopps, unter anderem in China, als auch in seiner Heimat Brasilien bei Botafogo FR. Im Mittelpunkt stand in dieser Zeit aber sein Engagement in Jamaika, wo er 2000 kurzzeitig und von 2004 bis 2005 Cheftrainer der Nationalmannschaft war. Nach seiner bisher letzten Anstellung als Nationaltrainer ging er kurzzeitig zu EC Juventude nach Brasilien, ehe er zum zweiten Mal in die Türkei wechselte und dort 2006 kurzzeitig Trainer von Trabzonspor war.
Trabzonspor spielte in dieser Saison im UEFA-Pokal und schied dort mit Lazaroni als Trainer in der ersten Runde gegen den spanischen Erstligisten CA Osasuna aus. Auch in der Liga war er mit Trabzonspor weniger erfolgreich. Seine Entlassung folgte im September, nachdem er den Klub wegen dessen schlechter Transferpolitik für den Misserfolg verantwortlich machte. Danach blieb er in Europa und wechselte nach Portugal zu Marítimo Funchal. Mit dem Klub absolvierte er eine erfolgreiche Saison und führte ihn in den Europapokal. Trotzdem verließ er den Verein nach der Saison und nahm ein lukratives Angebot des Qatar SC an, wo er bis August 2011 Trainer war.